# Заводской (Иркутская область)
Заводской — посёлок в Чунском районе Иркутской области России. Входит в Новочунское муниципальное образование.

## Географическое положение
Посёлок находится примерно на 44 километров на запад от районного центра посёлка Чунский, прилегая к железной дороге Тайшет-Лена.

## Климат
Климат резко континентальный, характеризуется резкими колебаниями суточных и годовых температур воздуха, суровой, продолжительной зимой и жарким коротким летом. Средняя температура в январе — -19 °С, в июле — +18 °С; среднегодовое число осадков 407,7 мм, число дней со снежным покровом — 176, продолжительность безморозного периода 70—80 дней. В декабре температура достигает до -53 °С, летом — +37 °С. Амплитуда её колебания составляет в среднем 85 °С.
Продолжительность безморозного периода наиболее велика в долине реки Чуна (90—94 дня), где последний весенний и первый осенний заморозки приходятся на начало июня и сентября. Годовое количество осадков составляет от 377 до 478 мм, 75—80 % годовой суммы осадков фиксируется в июле-августе, минимум — в марте. Высота снежного покрова достигает 40—50 см. Многолетняя мерзлота мощностью до 15 м распространена в виде редких островов и линз в днищах распадков, падей, на заболоченных участках долин рек.

## История
В посёлке Заводской с 1953 года начал работать кирпичный завод, который просуществовал до 2000 года. Численность работников Кирзавода в 1972 году составляла 250 человек.

## Население
Постоянное население составляло 367 человек в 2002 году (русские — 91 %), 270 человек в 2010 году.